# Régizene
A régizene egy elsősorban nyugati zenére vonatkozó zenetörténeti fogalom, mely két egymástól különböző értelemben is használatos:
- egyrészt régizene a középkor (500-1400), a reneszánsz (1400-1600) és a barokk kor (1600-1760) zenéjének mai összefoglaló neve. Sokan az ókor zenéjét is idesorolják. Ez a kategorizálás elsősorban a maitól lényegesen eltérő hangszerek használatából, illetve előadói módszereknek különbségeiből következik,
- másrészt beszélhetünk régizenéről, régizenei mozgalomról olyan értelemben, mely ezen korok zenéjének modern, de korhű előadására, reprodukálására utal.

## Régizenei mozgalmak

### A 19. századot megelőzően
Nem minden korban volt jellemző a régizene iránti olyan mértékű érdeklődés, mint napjainkban, bár minden zenetörténeti korban volt arra példa, hogy korábban létrejött zeneművet adtak elő. A 18. századig viszont nem volt jellemző, hogy a régizenei műveket korhű módszerekkel és hangszerekkel adják elő, a zene visszatekintések pusztán a régi darab adott korra jellemző előadását jelentették.
Az 1720-as években Johann Pepusch Angliában megalapította a „Régi Zene Akadémiáját”, melyet többek között a középkori Palestrina, Tomás Luis de Victoria, William Byrd és Thomas Morley zenéje kutatásának szentelt. A 18. század vége felé Samuel Wesley nyomán újból felfedezték Bach zenéjét, és 1808-tól londoni koncerteken sorban mutatták be a műveit.
Az 1700-as évek végén Bécsben, Gottfried van Swieten báró házában tartott koncerteken Bach és Händel műveit mutatták be.

### A 19. században
Első jelentős példa a korábbi zene felkutatására az, hogy Felix Mendelssohn Bartholdy 1829-ben (tehát a kora romantika időszakában) újra elővette Johann Sebastian Bach Máté-passió című művét, melyre korábban nem volt sok példa. A bemutatóját 1829. március 11-én tartották, melyet a zenetörténet ma a régizene-kutatás egyik fontos állomásának tart még akkor is, ha sem az előadásmód, sem a hangszerek nem voltak korhűek.

### A 20. században
A 20. század elején egyre kiterjedtebb zenetörténeti kutatások indultak, és a zenetörténészek figyelme a reneszánsz zenéje felé fordult. Korhű előadásokon mutattak be régizenei műveket például angol templomi kórusok, mely a mai tradicionális reneszánsz kóruszene műfajának alapját képezi. 1933-ban Paul Sacher megalapította a Schola Cantorum Basiliensis akadémiát, ahol a mai napig reneszánsz és barokk művek korhű oktatása zajlik.
Arnold Dolmetsch 1915-ben kiadott „A 17. és a 18. századi zene előadása” című könyve nagy hatással volt a régizenei előadásmód fejlődésére, így őt is az újkori régizenei mozgalmak egyik kiemelkedő alakjaként tartják számon.

### Napjainkban
Léteznek kifejezetten historikus együttesek, akik ezen időszak zenéjének bemutatására szakosodtak. Ők általában történetileg korrekt módon (historikus előadásmód) próbálják visszaadni a zenét, korabeli hangszereken és hangolási rendszerrel, illetve korabeli technikával játszva.

## Fordítás
Ez a szócikk részben vagy egészben  az   Early music revival című angol Wikipédia-szócikk ezen változatának fordításán alapul.  Az eredeti cikk szerkesztőit annak laptörténete sorolja fel. Ez a jelzés csupán a megfogalmazás eredetét és a szerzői jogokat jelzi, nem szolgál a cikkben szereplő információk forrásmegjelöléseként.